# Колесов, Василий Михайлович
Василий Михайлович Колесов (ум. в 1715) — сибирский атаман, камчатский приказчик в 1704—1706 и в 1712—1713 годах, организатор экспедиций по исследованию Камчатки и Курильских островов.

## Биография
Сын якутского сотника, пятидесятник. Прибыл из Якутска на Камчатку осенью 1704 года в качестве приказчика на смену Михаилу Зиновьеву. В том же году организовал первый поход на Курилы. Обложил данью 20 жителей, «прочие разбежались».
Собрал на Курилах и Камчатке богатый ясак, который в конце августа 1706 года повез в Якутск. Коряки Косухина острожка планировали на него нападение, но он был предупрежден другими коряками и благополучно прибыл в место назначения.
Вызван в Москву для сообщения сведений о Камчатке, где в 1709 году пожалован в дворяне по московскому списку и награждён. Его сын Назар пожалован в дети боярские, сын Степан в сотники.
В сентябре 1712 года вновь отправлен на Камчатку, подавил казацкий бунт.
Организовал ряд экспедиций для исследования Камчатки и Курильских островов, в том числе поход Козыревского, отправлял войска для усмирения местных жителей. Построил несколько острогов, в том числе Нижнекамчатский, укрепил Верхнекамчатск.
В 1713 году в качестве приказчика его сменил дворянин Иван Енисейский. Из-за опасной ситуации Колесов не рискнул ехать в Якутск с новым ясаком один и отправился вместе с Енисейским весной 1714 года. В 1715 году они были убиты восставшими олюторами, юкагирами и коряками в Акланском остроге.